# Asociația Lucrătorilor Fotografi
Asociația Lucrătorilor Fotografi a fost o asociație profesională înființată în 1933, care și-a propus apărarea intereselor lucrătorilor angajați din industria fotografică Românească. Asociația a fost înființată de către fotograful Traian Petrescu (fotograf activ în capitală în prima jumătate a secolului al XX-lea), și a avut sediul în București, inițial pe Calea Victoriei nr. 25 (Pasajul Englez), apoi pe strada Lipscani nr. 41. 
În urmă adunării generale din data de 3 februarie 1936, în componența comitelului de conducere al acestei asociații s-au instalat următorii: I. Roja în funcția de președinte, Lugojanu și Alexandru Veroczy, vicepreședinți, Tadeu Cios ocupa funcția de secretar general, Paloș, Gogu Niculescu, Averbuch Sieferling și M. Niculescu în funcția de consilieri, iar Titu Popescu, Elsky, Paul Butac, Zlatanov, Onody și Manea Gogan în rolul de cenzori. În acest context, fondatorul Traian Petrescu ocupă funcția de președinte de onoare.
Asociația Lucrătorilor Fotografi se afla într-o stransă colaborare cu Uniunea Fotografilor din România, în acest sens, comitetul Uniunii Fotografilor din România a decis în ședința din 7 ianuarie 1935 ca membrii Asociației Lucrătorilor Fotografi să beneficieze de publicitate gratuită în Revista Fotografică Română. De asemenea, delegați ai Uniunii Fotografilor din România participau frecvent în cadrul intâlnirilor organizate de Asociația Lucrătorilor Fotografi.
Taxa de înscriere în această asociație se ridica la suma de 50 de lei, iar cotizația lunară avea o valoare de 35 de lei.
Asociația Lucrătorilor Fotografi nu este activă în prezent.